# Abraham Whistler
Abraham Whistler es un personaje ficticio que aparece en los cómics estadounidenses publicados por Marvel Comics. Él es un cazador de vampiros y el mentor de Blade. El guionista David S. Goyer lo creó para la película, Blade de 1998 (en la cual la parte fue interpretado por Kris Kristofferson), pero apareció por primera vez en la pantalla en Spider-Man: The Animated Series donde fue interpretado por Malcolm McDowell y más tarde por Oliver Muirhead. En 2006, Abraham Whistler apareció en el programa de televisión Blade: la serie.

## Biografía del personaje ficticio
Abraham Whistler es un cazador de vampiros y el mentor de Blade. Abraham Whistler fue una vez un hombre felizmente casado, con dos hijas y una bella esposa. Vivía una vida normal y su familia vivía cómodamente, pero todo eso cambió una noche cuando llegó un vagabundo que buscaba cenar y descansar un rato antes de continuar su camino. Whistler dejó entrar al hombre, solo para lamentar esa decisión por el resto de su vida. El vagabundo era un vampiro, y sádico en eso. Después de torturar a la familia, principalmente a Whistler, durante un tiempo, intentó obligar a Whistler a decidir en qué orden moriría su familia. Whistler se negó, luchando por evitar que el vampiro matara a su esposa e hijas. No pudo, y unas pocas horas antes del amanecer, el vampiro lo dejó con una pierna dañada, otras heridas y los cuerpos vacíos de su familia.
Whistler se dedicó a cazar vampiros, aprender sobre sus costumbres y sus costumbres y aislarse del mundo. Unos años después de la muerte de su familia, fue a un bar, se emborrachó y terminó durmiendo con uno de los lugareños. A la mañana siguiente, él le explicó que estaba huido de una organización poderosa y que correría peligro si descubrían que había estado involucrada con él. Él la dejó con un nombre y tomó su número y dirección, solo en caso de que él necesitara ponerse en contacto con ella si sucediera algo. El espectáculo de una noche tuvo una gran consecuencia: una hija, a quien Whistler conoció poco después de su nacimiento. Casi se asustó, obligando a su amante e hija de una sola vez a mudarse a otra parte y cambiar sus nombres. Estaba decidido a no perder esta nueva familia para los vampiros. Ciertos estaban a salvo, Whistler luego los dejó a su suerte por sí mismos después de darles una cantidad sustancial de dinero que había ganado robando a los vampiros y sus familiares. Revisó su nueva familia tan a menudo, pero los mantuvo en gran parte ignorantes.
Varios años después, Whistler se encontró con un niño al que casi confundió con un vampiro: Eric Brooks, un milagro mitad vampiro y mitad humano. Llevó al Caminante Diurno, enseñándole a usar sus poderes y fue capaz de crear un suero para saciar la sed de sangre que Eric sufrió. Los dos se convirtieron en un equipo, Eric tomando el nombre de Blade, y desde entonces se han mantenido juntos y lucharon contra los vampiros como socios. Sin embargo, en los últimos años, a Whistler le diagnosticaron cáncer de pulmón al fumar, y se dio cuenta de que sin él, Blade estaría solo. Determinado Blade no tendría que pelear la guerra por sí mismo, Whistler secretamente comenzó a formar un equipo de cazadores de vampiros. Por la misma época, apareció Abigail Whistler, que había rastreado a su padre, determinada a saber quién la había dejado sola a ella y a su madre, mientras de vez en cuando los apoyaba. Whistler le dijo a regañadientes todo, solo para tener una niña aún más determinada en sus manos, una que quería seguir sus pasos. Al ver que era inútil convencerla de lo contrario, la incorporó al equipo, agradecida de que al menos tendría a otros con ella y él podría controlarla.
Más tarde, Whistler casi fue golpeado hasta la muerte por los matones de Deacon Frost y se pegó un tiro en un intento de evitar resucitar como un vampiro. Sin embargo, su suicidio fue en vano. Regresó, solo para ser secuestrado por los vampiros que trabajaban para Eli Damaskinos, quien vio a Whistler como una gran ventaja sobre el Caminante Diurno y alguien que podría ser útil. Mantenido como prisionero y torturado regularmente, Whistler finalmente fue salvado por Blade y se le dio una cura para el vampirismo. Whistler no estaba contento con la alianza temporal entre Blade y los vampiros, y sintió algo entre Blade y Nyssa. También le molestaba Scud, pero se unió al plan de Blade.

## En otros medios

### Televisión

#### Spider-Man (serie animada de 1994)
En Spider-Man, los antecedentes de Abraham Whistler en la serie animada son los mismos que en las películas, aunque parece más joven y con un aspecto mucho más activo que la interpretación cinematográfica del personaje. Whistler era un cazador de vampiros que se enfrentó a un joven Blade y lo entrenó en artes marciales y como cazador de vampiros. Blade, que era mitad vampiro, recibió un suero desarrollado por Whistler que lo detendría de desear el plasma humano. Cuando Blade persiguió a Morbius, el Vampiro Viviente, un joven estudiante humano que accidentalmente se había transformado en una criatura vampírica, Blade descubrió el Neógeno Recombinador, que podría transformar a los humanos en vampiros. Whistler le dijo que no lo destruya, ya que también podría usarse para curar a Blade de su vampirismo. Morbius finalmente fue llevado a la hibernación.
Mientras Blade estaba cazando a un vampiro en Europa, Whistler recibió la visita de la Gata Negra, que estaba buscando ayuda para curar a Morbius. Whistler le dijo que la única forma que tenía de curarlo sería destruirlo y darle un arma para hacerlo, pero no podía obligarse a hacerlo.

#### Blade: La Serie
En Blade: la serie, que tiene lugar después de Blade: Trinity, los escritores profundizan en los antecedentes de Whistler. En el episodio "Sacrifice", los espectadores se dan cuenta de que Whistler obtuvo su marca característica de un joven Blade, que escapó de la casa de su padre y le rompió la pierna a Whistler en un intento de huir. El padre de Blade llamó a Whistler a instancias de un policía servicial, y Whistler lo probó para descubrir que no era un vampiro común. Le pidió al padre de Blade que le diera al niño para que lo usara como arma contra los vampiros, pero Blade escapó antes de tomar una decisión. Después Blade se unió y convirtió a una pandilla callejera llamado "Mala Sangre", Whistler lo encontró y mató a varios miembros de la pandilla antes de tomar a Blade bajo su ala.

### Películas

#### Blade
En la primera película de Blade, se revela que Whistler perdió a su esposa y sus dos hijas por el ataque de un vampiro que había llegado a su casa haciéndose pasar por un vagabundo. Whistler fue golpeado y torturado, siendo forzado a elegir cuál de los miembros de su familia murió primero. Estos eventos moldearon su odio hacia los vampiros y su misión de destruir a todos los que pudiera. Whistler es un experto en armas y maestro de varias artes marciales, y tiene una parte en la creación de muchas de las armas de Blade. Cuando descubrió a un Blade de trece años en las calles atacando a las personas sin hogar, lo tomó bajo su ala. Al darse cuenta de que era mitad humano y carecía de las debilidades normales de un vampiro, a excepción de su sed, desarrolló un suero para suprimir la lujuria vampírica de Blade por la sangre.
Deacon Frost, un ambicioso vampiro al que Whistler y Blade habían estado siguiendo, localizó su base y atacó a Whistler, lo que lo infectó con vampirismo. Después de informar a Blade sobre el plan de Frost de resucitar a un antiguo dios vampiro, Whistler aparentemente se suicida, considerando que la muerte es un destino mejor que convertirse en vampiro. Sin embargo, su muerte no se ve en la cámara; solo se escucha el sonido de un disparo de pistola.

#### Blade II
En la segunda película de Blade se revela que Whistler sobrevivió a su intento de suicidio para ser secuestrado por otra pandilla de vampiros y llevado a la República Checa. Después de matar a todos menos uno de los vampiros responsables de su encarcelamiento, Blade lo libera de la animación suspendida, llevándolo a Praga e inyectándole la "cura". Durante su tiempo con ellos, fue torturado repetidamente hasta el punto de la muerte, fue sanado y luego torturado nuevamente.
Blade, Whistler y Scud fueron convocados por el Consejo de la Sombra, gobernado por el señor supremo Eli Damaskinos, para erradicar la amenaza de la segadora. Reinhardt y Chupa (interpretado por Matt Schulze), un amigo de Priest que ahora desea matar a Whistler para igualar el marcador con Blade, el córner Whistler, y Chupa procede a golpearlo salvajemente. Reinhardt deja los dos. Whistler, para salvarse, libera las feromonas reaper en el aire. Cuando Chupa está a punto de acabar con él con un arma, los segadores invaden las alcantarillas y se alimentan de Chupa, lo que permite que Whistler se escape. Durante su huida, Whistler es confrontado por Jared Nomak, el Reaper original, quien deja que Whistler viva para revelar la verdad sobre la cepa Reaper a Blade. Cuando Blade y Whistler son capturados por Damaskinos gracias a la traición de Scud, Whistler logra escapar después de que Reinhardt lo subestima, rescatando a Blade y llevándolo a un baño de sangre para que Blade pueda recuperar su salud completa y detener las fuerzas de Damaskinos y Nomak.

#### Blade: Trinity
En la tercera película de Blade, Blade es acusado por el asesinato de varios humanos (que en realidad eran familiares que se usaban como cebo). Blade, ahora en el ojo público y buscado por el FBI, es perseguido. En una redada en su nuevo escondite, Whistler estableció el mecanismo de autodestrucción y aparentemente murió en una explosión. No se lo ve ni se lo oye después (aunque Drake tomó la forma de Whistler cuando atacó a los Nightstalkers).
Whistler engendró a una hija fuera del matrimonio o antes del matrimonio. Esta fue Abigail Whistler, quien finalmente rastreó a su padre natural cuando alcanzó la mayoría de edad, y pidió ser entrenada como cazadora de vampiros. Whistler la entrenó, aunque la entrenó separadamente de Blade, que desconocía por completo que Whistler tuviera otros protegidos aparte de él. Whistler también estableció a Abigail como líder de una de las muchas unidades de Nightstalker que había fundado en secreto. Se supone que estas unidades se establecieron porque un hombre (o medio vampiro) no es suficiente para destruir una especie completa. Además, dado que Blade no es inmortal (eventualmente morirá de viejo si no lo matan en acción primero), Whistler no quería que la guerra muriera con él.